# Urocitellus mollis
Urocitellus mollis es una especie de roedor de la familia Sciuridae.

## Distribución geográfica
Es  endémica del oeste de los Estados Unidos.